# Уколов, Анатолий Тимофеевич
Анато́лий Тимофе́евич Уко́лов (род. 24 августа 1939) — советский и российский юрист, кандидат юридических наук, заслуженный юрист Российской Федерации, генерал-лейтенант юстиции в отставке, судья высшего квалификационного класса.

## Биография
Анатолий Тимофеевич Уколов родился 24 августа 1939 года в селе Красное Ленинск-Кузнецкого района Новосибирской области (ныне — Кемеровская область).
В 1956 году окончил Кемеровское военное училище связи (КВУС). Служил в Одесском военном округе.
Окончил с отличием военно-юридический факультет Военно-политической академии им. Ленина. После окончания проходил службу в военных трибуналах Вооруженных Сил СССР.
В 1989—2005 годах — заместитель председателя Военной коллегии Верховного Суда Российской Федерации (СССР до 1991 года).
В 1993—1994 годах был председателем суда по делу ГКЧП.
Председательствовал на военной коллегии Верховного суда РФ, которая рассматривала уголовные дела о возможности реабилитации Н. Ежова, В. Абакумова, Л. Берии, П. Краснова и других.

## Основные труды
- Ахметшин Х. Б., Петухов Н. А., Тер-Акопов А. А., Уколов А. Т. Преступления против военной службы. Учебник для вузов. — М.: «Норма», «Инфра-М», 2002.
- Петухов Н. А., Уколов А. Т. (редакторы) Постановление №9 Пленума Верховного Суда Российской Федерации от 14 февраля 2000 г. Обзоры судебной практики рассмотрения дел по жалобам военнослужащих (1994-2000). — М.: «Юридическая литература», 2002.